# Elachistocleis surumu
Elachistocleis surumu é uma espécie de anfíbio da família Microhylidae. Endêmica do Brasil, pode ser encontrada no estado de Roraima.